# Charles Goethals (militaire)
Ne doit pas être confondu avec Charles Goethals (peintre).
Pour les articles homonymes, voir Goethals.
Charles Goethals est un militaire des armées autrichiennes, néerlandaises, françaises puis belges, né à Maubeuge (Royaume de France) le 25 avril 1782 et décédé à Bruxelles (Belgique) le 31 mai 1851.
Il participe, entre autres, aux guerres napoléoniennes jusqu'en 1814 puis rejoint l'armée du Royaume uni des Pays-Bas et combat Napoléon Bonaparte lors de la bataille de Waterloo le 18 juin 1815. Après l'indépendance de la Belgique de 1830, il est le premier commandant militaire de la province de Luxembourg après l'annexion du Grand-duché de Luxembourg par la Belgique.

## Biographie

### Origines et vie privée
Charles-Auguste-Ernest nait le 25 avril 1782 à Maubeuge, dans le Royaume de France, de parents gantois issus de la famille Goethals de Mude de Nieuwland (nl). Fils de Charles-Willem Goethals (1750-1825) et d'Adelaïde Spilleux. Le 9 janvier 1811, il se marie à Bruxelles avec Colette Husmans de Merbois (1784 - 1871) avec laquelle il a trois enfants, dont Auguste Goethals, devenu ministre belge de la guerre. En 1824 ils auront une fille, Estelle.

## Carrière militaire

### Période autrichienne, française puis néerlandaise
Le 15 septembre 1797, il rejoint l'Armée du Saint-Empire lors de la période des Pays-Bas autrichiens dans le corps des chasseurs Leloup. Après avoir participé aux campagnes de 1797 et 1799, il devient sous-lieutenant dans le régiment wallon du Wurtemberg en 1800 puis vient s'installer à Bruxelles en 1801.
En 1804, il s'engage dans l'armée française et devient capitaine en 1807. Il participe aux campagnes d'Italie et de Suisse en 1809 et est nommé chevalier de la Légion d'honneur le 17 juillet, pour avoir fait, à lui seul, douze prisonniers dans les rangs de l'ennemi. Il est blessé d'un coup de feu à l'épaule lors de la bataille de Bellinzona ainsi que lors de la bataille de Volano. En 1811, il devient chef de bataillon dans le régiment d'Illyrie. Il participe à la campagne de Russie et est capturé. Après deux ans de captivité, il est libéré le 12 août 1814 et revient en Belgique.
La même année, après la première abdication de Napoléon Ier, le congrès de Vienne créé le Royaume uni des Pays-Bas et Charles Goethals est incorporé dans l'armée néerlandaise avec le grade de lieutenant-colonel. Il participe alors à la bataille de Waterloo contre son ancien empereur, Napoléon Bonaparte, à la tête du 36e bataillon de chasseurs. Pour son héroïsme, il reçoit la décoration de chevalier de troisième classe de l'ordre militaire de Guillaume et est promu colonel.
En 1820, il devient commandant de la 3e division d'infanterie de l'armée néerlandaise et est promu major-général en 1826. À ce titre, il commande les unités de l'armée dans la province d'Anvers.

### Période belge
En aout 1830, éclate la Révolution belge qui voit la Belgique déclarer son indépendance du Royaume uni des Pays-Bas le 4 octobre 1830. Charles Goethals commande alors les forces de la province de Flandre-Occidentale et participe avec ses troupes à la guerre belgo-néerlandaise. Le 6 octobre 1830, le gouvernement provisoire de Belgique le promeut général de division puis l'affecte comme premier commandement des forces armées de la province de Luxembourg pour le régent de Belgique, après l'annexion du Grand-duché de Luxembourg par la Belgique proclamée le 16 octobre. A ce titre, il signe, le 20 mai 1831, un accord militaire avec le gouverneur civil de la forteresse de Luxembourg, Louis-Guillaume de Hesse-Hombourg, afin de tenter d'apaiser les tensions autour du rayon du réduit territorial du Grand-duché de Luxembourg non administré par la Belgique. Il est ensuite remplacé à ce poste par le général Frédéric de Tabor et continue ses activités militaires en président notamment plusieurs commissions pour le gouvernement afin d'améliorer l'armée belge.
Il est admis à la retraite le 9 juillet 1847.

## Distinctions
- Officier de la Légion d'honneur (1832)[4]
- Chevalier de troisième classe de l'ordre militaire de Guillaume
- Grand officier de l'ordre de Léopold de Belgique
- Titre de baron reçu du roi Léopold Ier, le 31 mai 1845 par lettres patentes